# Chi tocca il giallo muore
Chi tocca il giallo muore (The Big Brawl) è un film del 1980 diretto da Robert Clouse.

## Trama
Una giovane banda di Chicago si è accorta delle straordinarie capacità atletiche del giovane Jerry Kwan che non sa solo fare a pugni ma conosce anche antiche tecniche di combattimento. Così i gangster rapiscono la futura moglie del fratello per obbligare Jerry a partecipare , per conto loro, agli incontri di lotta che si tengono a Battle Creek. 
Jerry accetta la sfida ma rilancia la posta: se trionferà, destinerà alla clinica del fratello il ricco premio finale e otterrà che la gang smetta di taglieggiare il quartiere dove il padre ha un ristorante.
Sulla sua strada incontra avversari agguerriti, tra i quali un gigante senza scrupoli che affronterà in finale.